# Château-ferme de Haversin
Le château de Haversin est un château-ferme du XVIIe siècle situé en Wallonie dans le hameau belge de Haversin dans la commune de Ciney, en province de Namur.

## Histoire
La seigneurie de Haversin appartenait au xive siècle à la famille d'Harcourt. Elle passa en 1453 à Hubert de Charpentier. Sa veuve Hélène de Viron se remaria avec Nicolas de Waha-Fronville. Le château fut construit en 1669 par son descendant, le Baron de Waha.
En 1730, Louise Florence de Waha épouse Charles Emmanuel, prince de Gavre, qui fut nommé gouverneur, capitaine général et souverain bailli du pays et comté de Namur en 1739. Leur fils, François-Joseph sera le dernier seigneur d'Haversin[réf. souhaitée].
Le château, la ferme et le moulin sont acquis le 28 juin 1809 par le Baron Nicolas Léonard Joseph de Bonhome, qui deviendra bourgmestre de Haversin. La propriété passera à la famille de Ribaucourt-Darrigade en 1922, qui la revendra à la famille d’Harcourt, revenant ainsi à la famille originelle des seigneurs de Haversin.

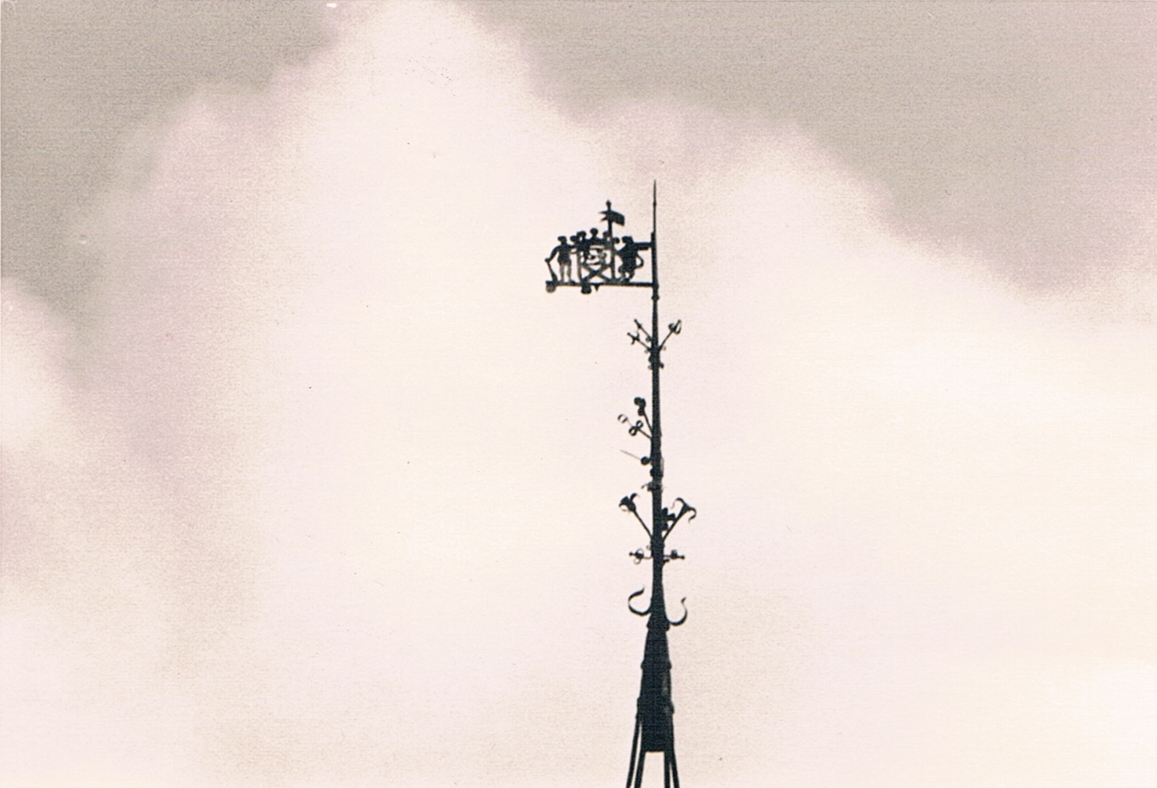
Girouette aux armoiries de Bonhome sur la tour du château.